# Spam (jeugdtijdschrift)
Spam was een jeugdtijdschrift, gericht op jongeren van 15 tot en met 19 jaar oud. 
Het blad adverteerde met de slogan 'Spam 100% Echt, geen glamour maar straat'. Het blad verscheen het eerst op 10 april 2006 en als laatst op 24 augustus 2006 en werd uitgegeven door Sanoma Uitgevers.
Spam was de opvolger van jeugdtijdschrift Break-Out! wat eerder ook vanwege een tegenvallende oplage was gestopt. Volgens Hidde van der Louw (de uitgever van Spam) waren er geen vooruitzichten voor het volgend jaar op zowel de lezersmarkt als de advertentiemarkt en kon er niet anders worden geconstateerd dan dat er voor Spam geen gezond en rendabel perspectief bestond.
Spam bevatte onder meer de rubriek 'uit de kleren' waarin jongeren zich letterlijk bloot gaven.